# Georg Griessner
Georg Griessner (* 28. Februar 1948 in Fusch an der Großglocknerstraße; † 23. September 2011 in Bruck an der Großglocknerstraße) war ein österreichischer Politiker (ÖVP) und Landesschulinspektor. Er war von 1979 bis 2004 Abgeordneter zum Salzburger Landtag, von 2001 bis 2004 Präsident des Salzburger Landtags.

## Ausbildung und Beruf
Griessner besuchte zwischen 1954 und 1962 die Volksschule in Fusch an der Großglocknerstraße und absolvierte danach von 1964 bis 1966 die Landwirtschaftliche Fachschule in Bruck an der Großglocknerstraße. Er wechselte 1966 an die Höhere Bundeslehranstalt für alpenländische Landwirtschaft in Ursprung (Elixhausen) und legte dort 1970 die Matura ab. Nachdem er zwischen 1970 und 1971 seinen Grundwehrdienst in Salzburg abgeleistet hatte, trat er 1971 in den Dienst der Österreichischen Bundesländerversicherung, für die er bis 1974 tätig war. Danach arbeitete er ab 1974 als Landwirtschaftlicher Fachlehrer an der Fachschule in Bruck an der Großglocknerstraße, wobei er zwischen 1978 und 1979 eine Ausbildung am Agrarpädagogischen Institut in Wien-Ober Sankt Veit absolvierte. 2001 wurde er Landesschulinspektor für das land- und forstwirtschaftliche Schulwesen.

## Politik und Funktionen
Griessner war zwischen 1972 und 1979 als Ortsparteiobmann der Österreichischen Volkspartei in Bruck an der Großglocknerstraße aktiv und wirkte zudem zwischen 1985 und 1997 als Bezirksparteiobmann der Volkspartei im Pinzgau. Des Weiteren engagierte er sich beim Österreichischen Arbeitnehmerinnen- und Arbeitnehmerbund, wobei er von 1977 bis 1985 als Bezirksobmann des Österreichischen Arbeitnehmerinnen- und Arbeitnehmerbundes im Pinzgau wirkte. 
Zwischen 1974 und 1978 hatte Griessner als Mitglied des Gemeinderates in Bruck an der Großglocknerstraße sein erstes politisches Mandat inne. Danach wirkte er von 1978 bis 1988 als Bürgermeister von Bruck an der Großglocknerstraße. Am 16. Mai 1979 wurde er als Abgeordneter zum Salzburger Landtag angelobt, wobei er zwischen 1996 und 2001 die Funktion des Klubobmanns des Klubs der Salzburger Volkspartei übernahm. Griessner krönte seine politische Karriere am 24. Oktober 2001 mit seiner Wahl zum Präsidenten des Salzburger Landtags und schied am 27. April 2004 in dieser Funktion aus dem Landtag aus. 

## Auszeichnungen
- Großes Ehrenzeichen des Landes Salzburg (2004)